# J.League Division 2 2014
Die J.League Division 2 2014 war die sechzehnte Spielzeit der J.League Division 2, der zweiten Division der japanischen J.League. An ihr nahmen 22 Vereine teil. Die Saison begann am 2. März 2014 und endete am 23. November 2014; an den beiden darauffolgenden Wochenenden wurden die Spiele der Aufstiegsplayoffs sowie der Relegation zwischen der Division 2 und der neugegründeten J3 League ausgetragen.
Meister wurde Júbilo Iwata, die weiteren Aufsteiger in die J1 League 2015 waren Matsumoto Yamaga und Aufstiegsplayoff-Gewinner Montedio Yamagata. Absteiger in die J3 League 2015 war Kataller Toyama, Relegationsteilnehmer Kamatamare Sanuki konnte gegen den J3-League-2014-Zweitplatzierten AC Nagano Parceiro die Klasse halten.

## Modus
Die Vereine spielten ein Doppelrundenturnier aus; somit ergaben sich insgesamt 42 Partien pro Mannschaft. Für einen Sieg gab es drei Punkte, bei einem Unentschieden einen Zähler. Die Tabelle wurde also nach den folgenden Kriterien erstellt:
1. Anzahl der erzielten Punkte
2. Tordifferenz
3. Erzielte Tore
4. Ergebnisse der Spiele untereinander
5. Entscheidungsspiel oder Münzwurf

Die zwei Vereine mit den meisten Punkten stiegen am Ende der Saison direkt in die J1 League 2015 auf.
Der dritte Aufsteiger wurde durch ein Turnier im K.-o.-System über zwei Runden zwischen den Mannschaften auf den Plätzen 3 bis 6 ermittelt. Hierbei spielte der Dritte gegen den Sechsten, der Vierte trat gegen den Fünften an. Die höherplatzierte Mannschaft genoss Heimrecht. Im Falle eines Unentschiedens nach 90 Minuten kam der besserplatzierte Verein eine Runde weiter. Das Finale fand im Olympiastadion Tokio statt, der Sieger stieg in die Division 1 auf.
Der Tabellenletzte stieg direkt in die J3 League 2015 ab, der Tabellenvorletzte spielte in zwei Relegationsspielen gegen den Vizemeister der J3 League 2014 um den Klassenverbleib.

## Teilnehmer
Insgesamt nahmen 22 Mannschaften an der Saison teil. Am Ende der Saison 2013 verließen Meister Gamba Osaka und der Zweitplatzierte Vissel Kōbe die Spielklasse nach nur einem Jahr wieder in Richtung Division 1. Begleitet wurden die beiden Vereine durch den Gewinner der Aufstiegsplayoffs Tokushima Vortis, der sich gegen JEF United Ichihara Chiba und Kyōto Sanga durchsetzte und nach neun Jahren Division 2 erstmals ins Oberhaus aufstieg.
Ersetzt wurden die drei Aufsteiger durch die drei Absteiger aus der J.League Division 1 2013, Shonan Bellmare, Júbilo Iwata und Ōita Trinita. Dabei beendete Júbilo Iwata eine insgesamt zwanzig Jahre andauernde Zugehörigkeit zur Division 1; die beiden anderen Teams kehrten dagegen nach nur einem Jahr im Oberhaus wieder in die J2 zurück.
Am unteren Ende der Tabelle musste der Tabellenletzte Gainare Tottori in die Relegation gegen den Zweiten der Japan Football League 2013, Kamatamare Sanuki (Meister AC Nagano Parceiro bekam lediglich eine Lizenz für die neugegründete J3 League). Nach einem 1:1 in Sanuki verlor Gainare das Rückspiel vor eigenem Publikum mit 1:0, was gleichbedeutend mit dem Abstieg in die J3 League nach drei Jahren Division 2 war. Entsprechend schaffte Kamatamare zum ersten Mal in seiner Vereinsgeschichte den Sprung auf die zweite Stufe der japanischen Ligenpyramide.
| Team                      | Beheimatet in       | Heimstadion                             |
| ------------------------- | ------------------- | --------------------------------------- |
| Avispa Fukuoka            | Fukuoka, Fukuoka    | Level-5 Stadium                         |
| Consadole Sapporo         | Sapporo, Hokkaidō   | Sapporo Dome1                           |
| Ehime FC                  | Matsuyama, Ehime    | Ningineer Stadium                       |
| Fagiano Okayama           | Okayama, Okayama    | Kanko Stadium                           |
| FC Gifu                   | Gifu, Gifu          | Nagaragawa-Stadion                      |
| Giravanz Kitakyūshū       | Kitakyūshū, Fukuoka | Honjō Athletic Stadium                  |
| JEF United Ichihara Chiba | Chiba, Chiba        | Fukuda Denshi Arena                     |
| Júbilo Iwata              | Iwata, Shizuoka     | Yamaha Stadium                          |
| Kamatamare Sanuki         | Takamatsu, Kagawa   | Kagawa Marugame Stadium                 |
| Kataller Toyama           | Toyama, Toyama      | Toyama Athletic Recreation Park Stadium |
| Kyōto Sanga               | Kyōto, Kyōto        | Nishikyōgoku Athletic Stadium2          |
| Matsumoto Yamaga FC       | Matsumoto, Nagano   | Matsumotodaira Park Stadium Alwin       |
| Mito HollyHock            | Mito, Ibaraki       | K's denki Stadium                       |
| Montedio Yamagata         | Tendō, Yamagata     | ND Soft Stadium                         |
| Ōita Trinita              | Ōita, Ōita          | Ōita Bank Dome                          |
| Roasso Kumamoto           | Kumamoto, Kumamoto  | Umakana Yokana Stadium3                 |
| Shonan Bellmare           | Hiratsuka, Kanagawa | Shonan BMW Stadium Hiratsuka            |
| Thespakusatsu Gunma       | Maebashi, Gunma     | Shoda Shoyu Stadium Gunma4              |
| Tochigi SC                | Tochigi, Tochigi    | Tochigi Green Stadium                   |
| Tokyo Verdy               | Tokio               | Ajinomoto Stadium5                      |
| V-Varen Nagasaki          | Nagasaki, Nagasaki  | Nagasaki Athletic Stadium6              |
| Yokohama FC               | Yokohama, Kanagawa  | NHK Spring Mitsuzawa Football Stadium7  |

Bemerkungen
1. Consadole Sapporo trug vier Heimspiele im Sapporo Atsubetsu Stadium aus.[2]
2. Kyōto Sanga trug ein Heimspiel im Kagoshima Kamoike Stadium in Kagoshima, Kagoshima aus.[3]
3. Roasso Kumamoto trug drei Spiele im Kumamoto Suizenji Stadium in Kumamoto aus.[4]
4. Thespakusatsu Gunma trug ein Heimspiel im Kumagaya Athletic Stadium in Kumagaya, Saitama aus.[5]
5. Tokyo Verdy trug je zwei Heimspiele im Komazawa Olympic Park Stadium, im Olympiastadion Tokio und im Ajinomoto Field Nishigaoka aus.[6]
6. V-Varen Nagasaki trug zwei Heimspiele im Nagasaki City Kakidomari Stadium in Nagasaki aus.[7]
7. Yokohama FC trug ein Heimspiel im Ajinomoto Field Nishigaoka in Tokio aus.[8]

## Trainer
| Verein              | Cheftrainer                                            |
| ------------------- | ------------------------------------------------------ |
| Consadole Sapporo   | Keiichi Zaizen → Ivica Barbarić                        |
| Montedio Yamagata   | Nobuhiro Ishizaki                                      |
| Mito HollyHock      | Tetsuji Hashiratani                                    |
| Tochigi SC          | Yūji Sakakura                                          |
| Thespakusatsu Gunma | Tadahiro Akiba                                         |
| JEF United Chiba    | Jun Suzuki → Kazuo Saitō → Takashi Sekizuka            |
| Tokyo Verdy         | Yasutoshi Miura → Kōichi Togashi                       |
| Yokohama FC         | Motohiro Yamaguchi                                     |
| Shonan Bellmare     | Cho Kwi-jae                                            |
| Matsumoto Yamaga FC | Yasuharu Sorimachi                                     |
| Kataller Toyama     | Takayoshi Amma                                         |
| Júbilo Iwata        | Péricles Chamusca → Hiroshi Nanami                     |
| FC Gifu             | Ruy Ramos                                              |
| Kyoto Sanga FC      | Valdeir Vieira → Hitoshi Morishita → Ryōichi Kawakatsu |
| Fagiano Okayama     | Masanaga Kageyama                                      |
| Kamatamare Sanuki   | Makoto Kitano                                          |
| Ehime FC            | Kiyotaka Ishimaru                                      |
| Avispa Fukuoka      | Marijan Pušnik                                         |
| Giravanz Kitakyushu | Kōichi Hashiratani                                     |
| V-Varen Nagasaki    | Takuya Takagi                                          |
| Roasso Kumamoto     | Takeshi Ono                                            |
| Oita Trinita        | Kazuaki Tasaka                                         |

## Spieler
Quelle:
| Verein              | Spieler |
| ------------------- | --- |
| Consadole Sapporo   | Junki Kanayama (28/0), Takuma Hidaka (23/0), Paulao (22/2), Ryūji Kawai (31/1), Jun Sonoda (8/0), Takayuki Mae (3/0), Shōta Sakaki (9/0), Makoto Sunakawa (29/4), Hiroki Miyazawa (41/1), Shunsuke Maeda (31/4), Yoshihiro Uchimura (29/5), Shin’ya Uehara (27/3), Hiroyuki Furuta (5/0), Lee Ho-seung (15/0), Renan (5/1), Kazuki Fukai (3/0), Kengo Ishii (36/3), Kazumasa Uesato (26/4), Tatsuki Nara (39/0), Takuma Arano (24/3), Kazuki Kushibiki (24/1), Takaya Osanai (11/1), Ryōta Matsumoto (5/0), Takurō Kikuoka (22/0), Shōgo Nakahara (16/0), Takurō Uehara (13/0), Mitsuteru Kudō (7/0), Ken Tokura (37/14), Jeong Shung-hoon (9/1), Shinji Ono (7/0) |
| Montedio Yamagata   | Kenta Shimizu (16/0), Ryō Kobayashi (6/0), Hidenori Ishii (21/1), Shōgo Nishikawa (14/0), Tetsuya Funatsu (15/0), Takumi Yamada (33/1), Ryōsuke Matsuoka (34/1), Ryōhei Hayashi (3/0), Yūki Nakashima (36/6), Shun Itō (24/4), Diego (40/14), Tatsuya Ishikawa (35/2), Kōhei Higa (16/2), Masaki Miyasaka (42/8), Akishige Kaneda (3/0), Takefumi Tōma (27/3), Hiroki Bandai (30/2), Masaru Akiba (27/1), Keita Hidaka (1/0), Kim Byeom-yong (14/1), Lee Joo-young (26/0), Romero Frank (28/1), Kōya Yuruki (2/0), Shōta Kawanishi (26/6), Masato Yamazaki (36/4), Norihiro Yamagishi (24/0) |
| Mito HollyHock      | Kōji Homma (31/0), Rikuto Hirose (30/0), Yūdai Tanaka (31/3), Kei Omoto (25/1), Kim Song-gi (25/1), Kōsei Ishigami (7/0), Yūto Suzuki (20/1), Takahiro Nakazato (27/0), Kenji Koyano (17/0), Keisuke Funatani (40/4), Kōhei Mishima (35/5), Tsubasa Nihei (1/0), Kenta Nishioka (21/1), Yūki Shimada (2/0), Taiki Tamukai (8/0), Ryō Shinzato (42/1), Eiji Shirai (1/0), Yūki Yamamura (10/2), Takashi Kasahara (11/0), Kōhei Uchida (31/1), Jun’ya Hosokawa (10/0), Daisuke Tomita (20/0), Tsukasa Ozawa (26/4), Takayuki Suzuki (33/3), Kenji Baba (30/7), Makito Yoshida (31/11), Osmar (10/1) |
| Tochigi SC          | Kunihiro Shibazaki (3/0), Yoshiya Nishizawa (27/0), Naoya Okane (26/2), Kenji Arabori (15/3), Cha Young-hwan (34/1), Lee Min-soo (16/1), Ryūga Suzuki (10/0), Kōji Hirose (40/7), Yūji Senuma (25/7), Makoto Sugimoto (19/6), Kentarō Shigematsu (20/1), Satoshi Kukino (8/0), Kazunori Kan (11/0), Takuma Nagayoshi (6/0), Tatsunori Yamagata (34/0), Hideyuki Akai (30/1), Yōsuke Yuzawa (37/3), Tomoyuki Suzuki (30/0), Dudu (19/2), Yūdai Nishikawa (15/2), Tatsuya Onodera (40/2), Hiroshi Nakano (8/0), Isao Homma (13/0), Yūsuke Kondō (40/4), Tatsuya Enomoto (10/0), Keiya Nakami (15/1), Tetsuya Ōkubo (36/9) |
| Thespakusatsu Gunma | Keisuke Naitō (14/0), Ryōsuke Tada (16/1), Ryōta Aoki (21/0), Tatsushi Koyanagi (39/0), Daichi Inui (9/0), Tatsuki Kobayashi (39/2), Kōta Aoki (40/6), Yōhei Sakai (26/0), Daniel Lovinho (37/14), Ryūichi Hirashige (20/7), Eder (12/3), Shingo Arizono (11/0), Shōhei Yokoyama (12/0), Kazuki Segawa (37/3), Jō Kanazawa (10/1), Yōsei Ōtsu (10/1), Kōken Katō (32/1), Hwang Song-su (35/0), Keita Nozaki (14/1), Ryōta Nagata (32/2), Kazuma Kita (7/0), Daiki Tomii (21/0), Ryōsuke Hisadomi (14/1), Taisuke Miyazaki (36/2), Kaique (4/0), Kweon Han-jin (39/0) |
| JEF United Chiba    | Masahiro Okamoto (33/0), Kazuki Ōiwa (38/1), Akira Takeuchi (8/0), Takashi Amano (7/0), Satoshi Yamaguchi (38/2), Yūsuke Tanaka (22/0), Yūto Satō (24/0), Tatsuya Yazawa (39/6), Kempes (33/13), Akihiro Hyōdō (35/2), Takayuki Morimoto (34/10), Kei Yamaguchi (18/0), Shōhei Ōtsuka (19/2), Masakazu Tashiro (3/0), Kentarō Satō (37/0), Taisuke Nakamura (42/4), Ado Onaiwu (6/1), Kim Hyun-hun (35/4), Ryōsuke Yamanaka (23/3), Nam Seung-woo (7/0), Shun Takagi (9/0), Haruya Ide (32/4), Yamato Machida (27/0), Jair (2/0), Shūto Kōno (13/1) |
| Tokyo Verdy         | Yūya Satō (34/0), Kyōhei Yoshino (14/1), Colin Killoran (1/0), Kim Jong-pil (39/0), Ryōji Fukui (2/1), Nildo (24/2), Masaki Chūgo (24/1), Satoshi Tokiwa (37/6), Naoki Maeda (26/3), Shinnosuke Hatanaka (2/0), Jun Suzuki (34/1), Akira Ibayashi (37/0), Shūto Minami (23/2), Kōdai Yasuda (3/0), Daisuke Takagi (15/1), Yūsuke Mori (5/0), Takahiro Tanaka (5/0), Hiroki Sugajima (21/0), Naoto Sawai (23/1), Naoya Tamura (38/1), Kazuki Anzai (38/1), Kazuki Hiramoto (30/3), Takahiro Shibasaki (1/0), Shunsuke Tachino (5/0), Keishi Kusumi (5/0), Kenji Kitawaki (3/1), Kang Song-ho (9/0), Niall Killoran (6/0), William Popp (1/0), Ryūji Sugimoto (16/4), Kōki Anzai (41/2), Masaomi Nakano (2/0), Abuda (2/0), Hideki Nagai (11/0)                                                                              |
| Yokohama FC         | Tsubasa Shibuya (3/0), Yūki Nogami (41/5), Felipe (3/0), Douglas (38/2), Naoki Nomura (18/3), Hiroyuki Nishijima (10/0), Tomoya Uchida (17/0), Kensuke Satō (19/1), Masaru Kurotsu (34/7), Shin’ichi Terada (41/3), Kazuyoshi Miura (2/0), Yōsuke Nozaki (32/4), Junki Koike (36/4), Atsushi Ichimura (30/2), Kazunori Iio (9/1), An Yong-hak (27/2), Yūta Minami (39/0), Kōsuke Onose (22/1), Ronaldo (12/1), Na Sung-soo (9/0), Toshihiro Matsushita (29/5), Takanori Nakajima (27/0), Takumi Watanabe (5/0), Takuya Nagata (21/0), Yūki Matsushita (27/3), Park Sung-ho (31/3) |
| Shonan Bellmare     | Shunsuke Kikuchi (30/3), Wataru Endō (38/7), Hirokazu Usami (20/2), Shōta Kobayashi (2/0), Ryōta Nagaki (31/6), Yōhei Ōtake (13/0), Ryōta Kajikawa (6/0), Wellington (38/20), Daisuke Kikuchi (41/8), Yūya Nakamura (10/1), Ken Iwao (23/0), Yūichi Maruyama (41/2), Toshiki Ishikawa (10/0), Yūto Misao (40/1), Tsuyoshi Miyaichi (4/0), Shūhei Ōtsuki (15/4), Hiroto Nakagawa (3/0), Shōhei Okada (35/14), Kōsuke Shirai (1/0), Kenji Arabori (1/0), Masashi Kamekawa (18/1), Ryōhei Yoshihama (7/2), Tsuyoshi Shimamura (20/2), Seiya Fujita (38/1), Yōta Akimoto (42/0), Kōsuke Taketomi (39/9), Hiroki Higuchi (11/1), Andrew Kumagai (9/0) |
| Matsumoto Yamaga FC | Yōsuke Nozawa (1/0), Yūki Ōkubo (13/3), Hayuma Tanaka (39/0), Masaki Iida (42/6), Shunsuke Iwanuma (39/1), Yūki Kitai (3/0), Yūzō Iwakami (41/8), Sabia (30/4), Takayuki Funayama (42/19), Kōhei Kiyama (39/4), Tomoya Inukai (42/6), Mutsumi Tamabayashi (12/0), Yūdai Iwama (36/1), Hiroshi Tetsuto (19/0), Yoon Sung-yeul (15/0), Yūki Natsume (5/0), Shōgo Shiozawa (17/2), Hiroki Yamamoto (26/7), Tomohiko Murayama (41/0), Lee Jun-hyeob (1/0), Atsuto Tatara (26/1), Park Kwang-il (1/0), Hayato Michiue (2/0), Ryūtarō Iio (8/0), Kazuya Iio (5/0), Nobuyuki Shiina (19/0), Tatsuya Wada (1/0), Daiki Yagishita (3/0) |
| Kataller Toyama     | Tatsumi Iida (17/0), Shōta Kimura (28/1), Takafumi Mikuriya (22/0), Ryō Hiraide (24/0), Michitaka Akimoto (30/3), Kenta Uchida (30/1), Daisuke Asahi (14/1), Yōhei Ōnishi (32/2), Ryōhei Shirasaki (37/1), Takuya Kokeguchi (38/8), Seo Yong-duk (16/0), Kim Young-keun (29/0), Atsushi Izawa (14/0), Yōsuke Mikami (17/0), Takahiro Kuniyoshi (22/0), Keisuke Kimoto (34/2), Yūdai Nishikawa (14/0), Yōsuke Ikehata (13/0), Gao Zhunyi (17/1), Yūichi Mizutani (12/0), Yūsuke Tanahashi (1/0), Takuya Yoshikawa (12/0), Shunsuke Ōyama (7/0), Kenta Yoshikawa (1/0), Tomoki Muramatsu (3/0), Rempei Uchida (2/0), Hiroki Tanaka (13/0), Daichi Shibata (2/0), Hiroki Nakada (1/0), Shōya Nakajima (28/2), Taijirō Mori (2/0), Takumi Miyayoshi (16/3), Takayuki Mae (14/3), Park Tae-hong (12/0), Ryōtarō Hironaga (11/0) |
| Júbilo Iwata        | Naoki Hatta (35/0), Shun'ya Suganuma (17/0), Ryū Okada (14/0), Yūki Kobayashi (36/2), Yūichi Komano (35/2), Hiroto Tanaka (5/0), Popo (29/6), Baek Sung-dong (27/2), Ryōhei Yamazaki (39/8), Hiroki Yamada (17/3), Takuya Matsuura (19/1), Tomohiko Miyazaki (25/1), Yoshirō Abe (20/3), Hidetaka Kanazono (10/1), Ryōichi Maeda (37/17), Masahiko Inoha (25/1), Daisuke Matsui (36/6), Kōsuke Yamamoto (1/0), Daiki Ogawa (4/0), Nagisa Sakurauchi (21/3), Takaaki Kinoshita (6/0), Tinga (14/3), Shūsuke Tsubouchi (8/0), Ferdinando (33/5), Yoshiaki Fujita (41/0), Shun Morishita (20/1), Yōsuke Fujigaya (8/0) |
| FC Gifu             | Arata Sugiyama (8/0), Yūki Fukaya (3/0), Shūto Tanaka (19/0), Hiroshi Sekita (13/1), Keiji Takachi (40/7), Kleiton Domingues (10/1), Masashi Miyazawa (31/1), Nazarit (34/17), Atsushi Mio (10/0), Alessandro Santos (18/2), Taira Inoue (3/0), Henik (31/2), Stipe (6/0), Yūsuke Sudō (2/0), Shun Nogaito (17/0), Do Dong-hyun (3/0), Yūsuke Mori (10/0), Tsukasa Masuyama (29/3), Gakuji Ōta (2/0), Yoshikatsu Kawaguchi (37/0), Hirofumi Moriyasu (3/0), Hiroaki Namba (34/12), Takumi Kiyomoto (22/0), Keisuke Ōta (26/1), Taisuke Mizuno (30/0), Tomohiro Tanaka (9/1), Junki Endō (26/3), Shōgo Tokihisa (3/0), Yuki Nakamura (1/0), Masanori Abe (37/1), Hideyuki Nakamura (10/0), Kōsuke Kitani (25/0), Ryōto Higa (27/1), Yōhei Iwasaki (2/0)                                                                     |
| Kyoto Sanga FC      | Ryūsuke Sakai (41/2), Yūsuke Higa (18/1), Takashi Uchino (8/1), Jairo (15/0), Yoshiaki Komai (40/1), Shigeru Yokotani (24/0), Kazushi Mitsuhira (28/8), Kōhei Kudō (39/0), Alessandro (7/2), Douglas (17/5), Takumi Miyayoshi (4/0), Kōji Yamase (38/3), Hiroki Nakayama (28/0), Takayuki Fukumura (18/1), Kōki Arita (15/1), Masatoshi Ishida (7/2), Daiki Tamori (26/1), Bajalica (36/1), Oh Seung-hoon (35/0), Gō Iwase (4/0), Ryōsuke Tamura (8/0), Yūji Takahashi (1/0), Yūta Itō (14/1), Shōgo Shimohata (1/0), Daichi Sugimoto (7/0), Yōsuke Ishibitsu (39/1), Masashi Ōguro (42/26), Hideo Tanaka (12/0) |
| Fagiano Okayama     | Hirotsugu Nakabayashi (37/0), Masahiko Sawaguchi (6/0), Keita Gotō (37/3), Tetsushi Kondō (17/0), Ryūjirō Ueda (5/0), Tadashi Takeda (12/0), Ren Sengoku (2/0), Takayoshi Ishihara (28/2), Tomoyuki Arata (13/3), Takanori Chiaki (34/0), Kazuki Someya (10/0), Yūichi Kubo (28/4), Yūki Oshitani (35/11), Shōma Kamata (15/0), Kenji Sekido (2/0), Yuzuru Shimada (21/2), Shingo Kukita (37/3), Ryūsuke Senoo (19/3), Hidenori Mago (3/0), Kazuma Shiina (3/0), Yōhei Hayashi (15/1), Hugo (8/0), Ryō Tadokoro (40/2), Sōichi Tanaka (28/3), Shintarō Shimizu (32/5), Eiichi Katayama (35/6), Makoto Mimura (28/1), Kōta Ueda (35/2) |
| Kamatamare Sanuki   | Kōichirō Morita (9/0), Yūki Ozawa (41/0), Kōdai Fujii (38/1), Keigo Numata (27/5), Hiroshi Hatano (2/0), Kōhei Fujita (11/0), Shinsaku Mochidome (19/0), Tomoya Ōsawa (17/0), Kazuki Ganaha (26/3), Kazumasa Takagi (28/1), Yasumasa Nishino (26/0), Toshihiro Horikawa (15/0), Allan (12/0), Taishi Tsunada (14/0), Kenta Ishii (5/0), Ryōta Noguchi (14/0), Ryōga Sekihara (18/2), Masato Ōsugi (1/0), Andrea (21/1), Yūki Fuke (9/1), Yūsuke Takeda (33/0), Yutaka Takahashi (29/4), Takuya Seguchi (28/0), Kazuya Okamura (39/3), Shōhei Yamamoto (34/0), Shōhei Moriyasu (1/0), Hiroyuki Furuta (14/2), Song Han-ki (13/2), Evson (16/2), Ryōsuke Kijima (21/6), Daisuke Fujii (3/0) |
| Ehime FC            | Tsuyoshi Kodama (39/0), Nobuhisa Urata (23/2), Kenji Dai (24/0), Daiki Nishioka (21/0), Kazuhito Watanabe (27/0), Kōhei Mihara (24/1), Takumi Murakami (17/1), Keiji Yoshimura (25/1), Riki Harakawa (32/1), Ricardo Lobo (13/3), Eigo Sekine (4/0), Yūki Horigome (42/8), Nao Eguchi (2/0), Kim Min-je (22/0), Gō Nishida (30/10), Ryōta Watanabe (31/3), Kazuhisa Kawahara (38/13), Kanta Kondō (13/1), Makoto Rindō (34/2), Genta Omotehara (24/1), Yūsuke Murakami (36/2), Naoya Fuji (26/2), Han Hee-hoon (30/2), Shōgo Ōnishi (3/0) |
| Avispa Fukuoka      | Ryūichi Kamiyama (37/0), Yūta Mishima (30/0), Takumi Abe (34/0), Lee Kwang-seon (37/2), Masahiro Koga (13/0), Kōta Morimura (31/1), Shōki Hirai (42/3), Shūto Nakahara (40/0), Punosevac (10/0), Hisashi Jōgo (40/9), Daisuke Sakata (31/5), Park Kun (35/1), Takeshi Kanamori (30/9), Daisuke Ishizu (25/6), Kazuki Yamaguchi (6/0), Oh Chang-hyun (5/0), Shunsuke Tsutsumi (42/4), Noriyoshi Sakai (37/7), Eijirō Takeda (32/2), Keisuke Shimizu (5/0), Yūya Mitsunaga (4/0), Atomu Nabeta (8/0), Taku Ushinohama (10/0) |
| Giravanz Kitakyushu | Kōki Ōtani (42/0), Tōru Miyamoto (11/0), Masaki Watanabe (40/0), Shūto Suzuki (15/0), Kazuya Maeda (38/1), Tōmi Shimomura (12/0), Yūki Fuji (39/4), Tsuyoshi Hakkaku (36/0), Kazuki Hara (42/7), Kōki Kotegawa (42/4), Tomoki Ikemoto (42/15), Takayuki Tada (12/0), Daiki Watari (37/4), Hideo Ōshima (33/1), Kenta Hoshihara (35/2), Yōhei Naitō (27/2), Daichi Kawashima (4/1), Keita Ichikawa (4/0), Masaki Tanaka (2/0), Masahiro Teraoka (2/0), Jumpei Arai (3/0), Kenta Kakimoto (3/0), Yūki Yamanouchi (1/0), Kōki Kazama (38/6), Shōta Inoue (27/2) |
| V-Varen Nagasaki    | Takuo Ōkubo (23/0), Takahiro Yamaguchi (37/1), Daisuke Fujii (2/1), Ryōta Takasugi (25/1), Naoya Ishigami (20/2), Yūsuke Maeda (31/0), Hiroaki Okuno (39/4), Kōji Noda (27/2), Masaki Fukai (20/1), Yukihiko Satō (1/0), Daisuke Kanzaki (29/0), Hiroshi Azuma (32/5), Shōma Mizunaga (3/0), Masatoshi Mihara (35/0), Kenta Furube (39/4), Kōichi Satō (32/12), Masato Kurogi (24/1), Hayato Nakamura (7/0), Yūdai Inoue (9/0), Sena Inami (1/0), Lee Dae-heon (13/0), Sai Kanakubo (5/2), Yūya Nakamura (9/0), Kōhei Shimoda (15/1), Teppei Usui (1/0), Kōhei Yamada (7/0), Jung Hoon-sung (1/0), Takuya Okamoto (26/0), Dai Takeuchi (3/0), Lee Yong-jae (14/3), Rui Komatsu (30/4), Yūki Uekusa (12/0), Stipe (15/1) |
| Roasso Kumamoto     | Minoru Hata (32/0), Kōhei Kuroki (14/0), Yūtarō Takahashi (2/0), Takuya Sonoda (41/6), Daisuke Yano (19/0), Kōjirō Shinohara (27/0), Shōsuke Katayama (36/1), Taku Harada (11/0), Fabio (5/0), Yūji Yabu (41/6), Chikara Fujimoto (7/0), Nozomi Ōsako (9/0), Yasuaki Okamoto (18/2), Kazuki Saitō (41/7), Junki Goryō (9/0), Takashi Sawada (40/9), Daiki Kanei (6/0), Kōsuke Yoshii (3/0), Yōhei Kurakawa (26/2), Yūto Nakayama (37/0), Kim Jeong-seok (6/0), Hayato Nakama (29/4), Daniel Schmidt (4/0), Dai Fujimoto (1/0), Shūhei Kamimura (5/0), Kim Byeong-yeon (11/0), Anderson (7/4), Seiichirō Maki (38/2), Issei Takayanagi (16/0), Kento Hashimoto (39/0), Shintarō Shimada (6/1), Hiroki Noda (1/0) |
| Oita Trinita        | Yōhei Takeda (41/0), Shigeto Masuda (1/0), Akihiro Sakata (28/1), Kazumichi Takagi (40/1), Masashi Wakasa (30/2), Kōhei Tokita (18/0), Yūji Kimura (21/0), Hironori Nishi (30/0), Yūsuke Gotō (20/2), Choi Jung-han (12/3), Radoncic (7/4), Hirotaka Tameda (33/5), Daiki Takamatsu (24/3), Masaya Matsumoto (28/2), Toshiya Sueyoshi (36/3), Takuya Muro (1/0), Rei Matsumoto (25/1), Kōhei Isa (15/0), Daisuke Itō (40/6), Kim Jeong-hyun (10/1), Yū Yasukawa (31/2), Yū Kijima (13/1), Teruki Tanaka (9/0), Katsuya Iwatake (10/0), Kōya Kazama (34/6), Yōhei Hayashi (20/7), Daniel (11/2) |

## Statistiken

### Tabelle
| Pl.                    | Verein                | Sp. | S  | U  | N  | Tore    | Diff. | Punkte |
| ---------------------- | --------------------- | --- | -- | -- | -- | ------- | ----- | ------ |
| 1.                     | Shonan Bellmare (A)   | 42  | 31 | 8  | 3  | 086:250 | +61   | 101    |
| 2.                     | Matsumoto Yamaga      | 42  | 24 | 11 | 7  | 065:350 | +30   | 83     |
| 3.                     | JEF United Chiba      | 42  | 18 | 14 | 10 | 055:440 | +11   | 68     |
| 4.                     | Júbilo Iwata (A)      | 42  | 18 | 13 | 11 | 067:550 | +12   | 67     |
| 5.                     | Giravanz Kitakyūshū   | 42  | 18 | 11 | 13 | 050:500 | ±0    | 65     |
| 6.                     | Montedio Yamagata     | 42  | 18 | 10 | 14 | 057:440 | +13   | 64     |
| 7.                     | Ōita Trinita (A)      | 42  | 17 | 12 | 13 | 052:550 | −3    | 63     |
| 8.                     | Fagiano Okayama       | 42  | 15 | 16 | 11 | 052:480 | +4    | 61     |
| 9.                     | Kyōto Sanga           | 42  | 14 | 18 | 10 | 057:520 | +5    | 60     |
| 10.                    | Consadole Sapporo     | 42  | 15 | 14 | 13 | 048:440 | +4    | 59     |
| 11.                    | Yokohama FC           | 42  | 14 | 13 | 15 | 049:470 | +2    | 55     |
| 12.                    | Tochigi SC            | 42  | 15 | 10 | 17 | 052:580 | −6    | 55     |
| 13.                    | Roasso Kumamoto       | 42  | 13 | 15 | 14 | 045:530 | −8    | 54     |
| 14.                    | V-Varen Nagasaki      | 42  | 12 | 16 | 14 | 045:420 | +3    | 52     |
| 15.                    | Mito HollyHock        | 42  | 12 | 14 | 16 | 046:460 | ±0    | 50     |
| 16.                    | Avispa Fukuoka        | 42  | 13 | 11 | 18 | 052:600 | −8    | 50     |
| 17.                    | FC Gifu               | 42  | 13 | 10 | 19 | 054:610 | −7    | 49     |
| 18.                    | Thespakusatsu Gunma   | 42  | 14 | 7  | 21 | 045:540 | −9    | 49     |
| 19.                    | Ehime FC              | 42  | 12 | 12 | 18 | 054:580 | −4    | 48     |
| 20.                    | Tokyo Verdy           | 42  | 9  | 15 | 18 | 031:480 | −17   | 42     |
| 21.                    | Kamatamare Sanuki (N) | 42  | 7  | 12 | 23 | 034:710 | −37   | 33     |
| 22.                    | Kataller Toyama       | 42  | 5  | 8  | 29 | 028:740 | −46   | 23     |
| Stand: Ende der Saison |                       |     |    |    |    |         |       |        |

Bemerkung: Giravanz Kitakyūshū war nicht aufstiegsberechtigt
| (A) | Absteiger aus der J.League Division 1 2013: Shonan Bellmare, Júbilo Iwata, Ōita Trinita |
| (N) | Neuling, Aufsteiger aus der Japan Football League 2013: Kamatamare Sanuki               |

### Aufstiegsplayoffs
Die Mannschaften auf den Plätzen 3 bis 6 spielten in drei Play-off-Spielen den dritten Aufsteiger in die J1 League 2015 aus. Im Halbfinale spielten zunächst der Drittplatzierte gegen den Sechstplatzierten sowie der Vierte gegen den Fünften. Die Gewinner dieser Spiele bestritten das Finale auf neutralem Platz gegeneinander, der Sieger stieg auf. Als Besonderheit sah der Modus vor, dass bei einem Unentschieden immer die Mannschaft mit der besseren Platzierung aus der regulären Saison weiterkommt.

#### Halbfinale
Da der Fünftplatzierte Giravanz Kitakyūshū keine Lizenz für die J1 League erhielt, war ihm die Teilnahme an den Playoffs verwehrt. Dies führte zu einer Abwandlung des Modus; der Drittplatzierte JEF United Ichihara Chiba war direkt für das Finale gesetzt, während der Vierte Júbilo Iwata und der Sechste Montedio Yamagata in einem Ausscheidungsspiel den zweiten Teilnehmer bestimmten.
Das Halbfinale entwickelte sich zu einer spannenden Angelegenheit. Júbilos Ryōhei Yamazaki konnte mit dem Pausenpfiff den Mitte der Halbzeit erzielten Führungstreffer von Diego ausgleichen. In der zweiten Halbzeit versäumte es die Mannschaft aus Iwata jedoch, trotz Überlegenheit den zweiten Treffer nachzulegen; dies rächte sich, als Norihiro Yamagishi in der zweiten Minute der Nachspielzeit zum Siegtreffer für Yamagata einschoss.
| Paarung        | Júbilo Iwata – Montedio Yamagata                                             |
| Ergebnis       | 1:2 (1:1)                                                                    |
| Datum          | 30. November 2014                                                            |
| Stadion        | Yamaha Stadium, Iwata                                                        |
| Zuschauer      | 11.239                                                                       |
| Schiedsrichter | Jumpei Iida                                                                  |
| Tore           | 0:1 Diego (26.), 1:1 Ryōhei Yamazaki (45.+3), 1:2 Norihiro Yamagishi (90.+2) |

#### Finale
Im Finale kam allein durch die Bedeutung der Partie Spannung auf, Torchancen waren auf beiden Seiten Mangelware. Letztlich reichte Montedio ein Treffer von Masato Yamazaki kurz vor der Halbzeit, um sich für die J1 League 2015 zu qualifizieren.
| Paarung        | JEF United Ichihara Chiba – Montedio Yamagata |
| Ergebnis       | 0:1 (0:1)                                     |
| Datum          | 7. Dezember 2014                              |
| Stadion        | Ajinomoto Stadium, Tokio                      |
| Zuschauer      | 35.504                                        |
| Schiedsrichter | Hajime Matsuo                                 |
| Tore           | 0:1 Masato Yamazaki (37.)                     |

### Relegation J2/J3
In der Relegation um einen Platz in der J2 League für die kommende Saison traf der Tabellenvorletzte Kamatamare Sanuki auf den AC Nagano Parceiro, Zweiter der J3 League 2014. Für Kamatamare war es nach dem Aufstieg gegen Gainare Tottori im Vorjahr die zweite Relegation in Folge.
Beide Spiele verliefen über weite Strecken äußerst zurückhaltend. Nach einem torlosen Hinspiel in Nagano kam erst im Rückspiel nach dem Führungstreffer von Kamatamare-Stürmer Ryōsuke Kijima in der 71. Minute Schwung in die Partie. In der hektischen Schlussviertelstunde hagelte es dann auch Gelbe Karten für beide Mannschaften; jedoch fiel kein weiterer Treffer, sodass Kijimas Tor der Mannschaft aus der Präfektur Kagawa zum Klassenerhalt reichte.
| Paarung        | AC Nagano Parceiro – Kamatamare Sanuki |
| Ergebnis       | 0:0                                    |
| Datum          | 30. November 2014                      |
| Stadion        | Nagano Athletic Stadium, Nagano        |
| Zuschauer      | 8.944                                  |
| Schiedsrichter | Itaru Hirose                           |
| Tore           | keine                                  |

| Paarung        | Kamatamare Sanuki – AC Nagano Parceiro |
| Ergebnis       | 1:0 (0:0)                              |
| Datum          | 7. Dezember 2014                       |
| Stadion        | Kagawa Marugame Stadium, Marugame      |
| Zuschauer      | 6.170                                  |
| Schiedsrichter | Kenji Ōgiya                            |
| Tore           | 1:0 Ryōsuke Kijima (71.)               |